# Koningsbiografieën
De Koningsbiografieën is een Nederlandse driedelige biografische reeks uit 2013 gewijd aan de drie eerste koningen van Nederland, die gevolgd werd door een daaraan gewijde driedelige televisiereeks.
Deze realisaties gebeurden naar aanleiding van het tweehonderdjarig bestaan van het Koninkrijk der Nederlanden. Het initiatief tot de biografieën kwam van het Prins Bernhard Cultuurfonds, uitgeverij Boom en de Universiteit Utrecht; de boeken werden uitgegeven door Boom. De biografieën verschenen op 29 november 2013 toen de eerste exemplaren werden aangeboden aan koning Willem-Alexander.
Ter gelegenheid van de verschijning van de biografieën werd ook een televisiereeks Drie Koningen van Oranje uitgezonden door Omroep Max.

## Drie Koningen van Oranje
| Koning            | Biograaf           | Uitzending op MAX | Kijkcijfers |
| ----------------- | ------------------ | ----------------- | ----------- |
| Koning Willem I   | Jeroen Koch        | 29 november 2013  | 399.000     |
| Koning Willem II  | Jeroen van Zanten  | 6 december 2013   | 471.000     |
| Koning Willem III | Dik van der Meulen | 13 december 2013  | 334.000     |

De conservator van Paleis Het Loo Paul Rem zorgde voor de presentatie en liet zich in elke aflevering bijstaan door een van de drie biografen.
Voor de serie zijn er ook opnamen gemaakt in het buitenland, onder meer in Duitsland, Brussel, Waterloo en Sint-Petersburg.